# 산퉁고사우루스
산퉁고사우루스(Shantungosaurus giganteus)는 백악기 후기에 서식하였던 하드로사우루스과에 속하는 초식 공룡으로, 화석은 중국 산둥성 산둥반도에서 발굴되었다. 전세계에서 발견된 하드로사우루스류 중 가장 거대한 종으로 최대 몸길이가 15m에 달하여 몸무게는 최대 13t에 이르렀다.